# Изола деле Фемине
Ѝзола деле Фѐмине (на италиански: Isola delle Femmine, на сицилиански Arcoa, Изула) е пристанищно градче и община в Южна Италия, провинция Палермо, автономен регион и остров Сицилия. Разположено е на брега на Тиренско море. Населението на общината е 15 777 души (към 2010 г.).